# Scream Awards
Scream Awards é um prêmio dedicado a longa-metragens do gênero horror, ficção científica, fantasia, etc. Criado pelo produtor executivo Michael Levitt, o show teve iníco em 10 de outubro de 2006, na cidade de Los Angeles. Em 2006, Batman Begins ganhou concorrendo na categoria Ultimate Scream, em que concorriam filmes como Superman - O Retorno e The Devil's Rejects. Na categoria de Melhor filme de Horror, The Devil's Rejects, ganhou a estatueta.

## Categorias
- Ultimate Scream
- Best Horror Movie (Melhor Filme de Horror)
- Best Fantasy Movie (Melhor Filme de Fantasia)
- Best Science Fiction Movie (Melhor Filme de Ficção Científica)
- Best TV Show (Melhor programa de TV)
- Best Superhero (Melhor Herói)
- Best Comic-to-Screen Adaptation
- Most Memorable Mutilation (Mutilação Mais Memorável)
- Best Villain (Melhor Vilão)
- Breakout Performance
- The Scene of the Year Award

## Vencedores 2009
- Filme de Ficção Científica: Crepúsculo
- Ator em filme ou série de ficção científica: Chris Pine (Star Trek)
- Atriz em filme ou série de ficção científica: Megan Fox (Transformers: A Vingança dos Derrotados)
- Filme de Terror: Arraste-Me Para o Inferno
- Ator em filme ou série de terror: Stephen Moyer (True Blood)
- Atriz em filme ou série de terror: Anna Paquin True Blood
- Filme de Fantasia: Crepúsculo
- Ator em filme ou série de fantasia: Robert Pattinson (Crepúsculo)
- Atriz em filme ou série de fantasia: Kristen Stewart (Crepúsculo)
- Atriz Coadjuvante: Jennifer Carpenter (Dexter)
- Ator Coadjuvante: Ryan Reynolds (X-Men Origens: Wolverine)
- Revelação Feminina: Isabel Lucas Transformers: A Vingança dos Derrotados
- Revelação Masculina: Taylor Lautner (Crepúsculo)
- Direção: J.J. Abrams (Star Trek)
- Filme Estrangeiro: Deixe ela Entrar
- Roteiro: Arraste-me para o inferno
- Continuação: Transformers: A Vingança dos Derrotados
- Efeitos Especiais: Transformers: A Vingança dos Derrotados
- Herói: Hugh Jackman X-Men Origens: Wolverine
- Participação Especial: Winona Ryder Star Trek
- Canção trilha: New Divide (Linkin Park) de Transformers: A Vingança dos Derrotados
- Filme Baseado em História em Quadrinhos: Watchmen
- Vilão: Alexander Skarsgard True Blood
- Revista em História em Quadrinhos: Lanterna Verde
- Cena mais impressionante do ano: Os Comensais da Morte atacando Londres Harry Potter e o Enigma do Príncipe
- Cena de Mutilação: O Pêndulo (Jogos Mortais V)
- Cena de Luta: Star Trek
- Série de Tv: True Blood de Allan Ball.[1]